# Vazja-Psjavela
Vazja-Psjavela (georgiska: ვაჟა ფშაველა), född 1861, död 1915, var en georgisk poet och författare.